# Jana Bernášková
Jana Bernášková (* 21. února 1981 Krnov) je česká divadelní a filmová herečka a spisovatelka.

## Život
V mládí se věnovala sborovému zpěvu a chodila do školního dramatického kroužku. Po dokončení základní školy se přihlásila na Janáčkovu konzervatoř v Ostravě.
V šestnácti letech dostala v Divadle Petra Bezruče svou první roli ve hře Tajemná zahrada. O rok později získala v Národním divadle moravskoslezském nejprve stipendium a pak stálé angažmá, ve kterém zůstala šest let. Hrála v mnoha rolích, např. Julii v Romeovi a Julii, Terinu v Romanci pro křídlovku, Irinu ve Třech sestrách a jiné. Hrála i ve filmech Král ozvěny, Duše jako kaviár, O Ječmínkovi.
Ve čtyřiadvaceti letech se rozhodla odejít do Prahy. Zpočátku byla bez angažmá a pracovala jako servírka, uklízela a prodávala v obchodě. Pak dostala v Divadle na Vinohradech hlavní ženskou roli ve hře Král se baví a zároveň jí také režisér Dušan Klein nabídl roli kadeřnice Bety v televizním seriálu Ulice, díky níž se stala známou. Rovněž hrála v televizním seriálu Horákovi a ve filmu Bestiář.
Narodila se jí dcera a byla na mateřské. Po návratu z mateřské hrála v seriálu Vyprávěj a rovněž uspěla na castingu na hlavní ženskou roli ruského špionážního filmu Bystroletov režiséra Valeri Nikolajeva, který zároveň hrál hlavní roli.
Pět let žila s divadelním režisérem Davidem Drábkem, s nímž má dceru Justýnu.
Od roku 2010 byl jejím partnerem scenárista seriálu Vyprávěj, Rudolf Merkner. V sobotu 16. června 2012 měli svatbu. Svatební obřad se konal v kostele U Salvátora v Praze (za svědky jim šli Nela Boudová a Filip Bobiňski). Svatební hostina se konala na lodi Vyšehrad na řece Vltavě a na svatební cestu jeli v srpnu do New Yorku.
V srpnu 2013 se jí narodilo druhé dítě, syn Theodor.
V roce 2020 vydala svoji první knihu Jak přežít svého muže, která se stala i přes covidové opatření bestsellerem. Na podzim roku 2021 na román navázala druhou knihou Coura. Další kniha s názvem Koloušek jí vyšla v červnu 2023.

## Filmografie
- 2022 Vánoční příběh - Laura
- 2021 Co ste hasiči – Lenka
- 2015 Všechny moje lásky – Anežka
- 2014 Mazalové
- 2013 Bylo deset, bylo jedenáct
- 2012 Život je ples
- 2011 Hranaři
- 2010 Cukrárna
- 2010–2013 Vyprávěj – Iveta Hájková
- 2008 Kriminálka Anděl (11. díl – Manželský kosočtverec) – Simona Hermanová
- 2007 Bestiář
- 2006 Horákovi
- 2005 Balíci
- 2005 Náves
- 2005–2007 Ulice
- 2004 Duše jako kaviár
- 2004 Ráno
- 2003 O Ječmínkovi
- 1999 Komu zvoní hrana
- 1999 Král ozvěny
- 1998 Cestující bez zavazadel

## Divadlo
Hlavní role
- P.R.S.A. (2014)
- Včera tě zabiju (2011, režie: Jana Kališová, role: Jessica)
- Marná lásky snaha (2011, režie: Michal Lang, role: Princezna)
- Rok na vsi (2010, režie: Michal Lang, role: Anežka)
- Marina Cvetajeva (2010, režie: Irena Žantovská, role: Marina Cvetajeva)
- Dámský krejčí (2010, režie: Jana Kališová, role: Yvonna)
- Cyrano z Buffalo (2010, režie: Lumír Olšovský, role: Eileen)
- Láska, sex a žárlivost (2010, role: Barbara)
- Miláčci a milodary (2008, režie: L. Olšovský, role: Patricie)
- Král se baví (2005, režie: M. Tarant, role: Blanche hl. ženská role)
- Žabikuch (2005, režie: D. Drábek, role: Lenka)
- Romeo a Julie (2005, režie: V. Klemens, role: Julie)
- Hadrián z Římsů (2004, režie: V. Klemens, role: Ruměna)
- Kouzelná flétna (2003, režie: Golat, role: Pamina)
- Hamlet (2003, režie: J. Deák, role: Ofelie)
- Život je sen (2002, režie: P. Mančal, role: Estrella)
- Tři sestry (2001, režie: J. Deák, role: Irina, ocenění: Nejlepší herečka NDM)
- Nevinný je vrah (2000, režie: Z. Kaloč, role: Klára)
- Ondina (2000, režie: P. Gábor, role: Ondina)
- Romeo a Julie (1999, režie: J. Deák, role: Julie)
- Romance pro křídlovku (1998, režie: R. Lipus, role: Terina, Národní divadlo moravskoslezské, ocenění Talent NDM)
- Tajemná zahrada (1997, režie: V. Klemens, role: Mary Lenoxová, Divadlo Petra Bezruče)

Vedlejší role
- Věc Makropulos (2008, režie: D. Drábek, role: Služebná)
- Lékařem proti své vůli (2005, režie: H. Čermák, role: Dcerunka)
- Ďáblova houpačka (2003, režie: P. Polák, role: Adamenková)
- Krvavá svatba (2003, režie: J. Deák, role: Děvče)
- Don Juan a Faust (2003, režie: V. Herajtová)
- Malý ďábel (2002, režie: S. Fedotov)
- Cyrano z Bergeracu (2002, režie: R. Lipus, role: Jeptiška)
- Mezihra (2002, režie: R. Lipus, role: Hraběnka)
- Ženitba (2001, režie: Z. Kaloč, role: Olina, služka)
- Královské hry (2001, režie: M. Krobot)
- Muž z La Manchy (2000, režie: J. Deák, role: Formina)
- Návštěva staré dámy (2000, režie: Z. Kaloč, role: Reportérka)
- Krakonošova zahrada (1999, režie: T. Jirman, role: Princezna Anička)
- Nepřítel lidu (1999, režie: Z. Kaloč, role: Zdravotní sestřička)
- Šumař na střeše (1998, režie: J. Deák, role: Šprince)